# Павлиново (Польща)
Павлиново (Кругле, Павліново, пол. Pawlinowo) — село в Польщі, у гміні Орля Більського повіту Підляського воєводства. Населення — 19 осіб (2011).

## Історія
Виникло на місці колишнього фільварку Кругле.
У 1975—1998 роках село належало до Білостоцького воєводства.

## Демографія
Демографічна структура станом на 31 березня 2011 року:
|          | Загалом | Допрацездатний вік | Працездатний вік | Постпрацездатний вік |
| -------- | ------- | ------------------ | ---------------- | -------------------- |
| Чоловіки | 10      | 0                  | 1                | 9                    |
| Жінки    | 9       | 0                  | 0                | 9                    |
| Разом    | 19      | 0                  | 1                | 18                   |

## Релігія
На сільському цвинтарі міститься каплиця.